# 뮌스터현

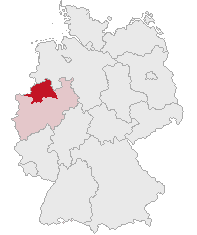
독일에서 뮌스터 현의 위치

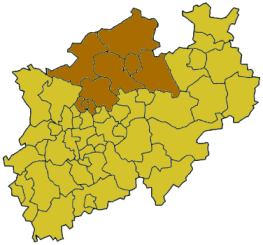
노르트라인베스트팔렌 주에서 뮌스터 현의 위치

뮌스터현(독일어: Regierungsbezirk Münster)은 독일 노르트라인베스트팔렌주 북부에 위치한 현(Regierungsbezirk)으로 현도는 뮌스터이며 면적은 6,904.93km2, 인구는 2,597,614명(2011년 기준), 인구 밀도는 380명/km2이다. 5개 군(Landkreise), 3개 시(Kreisfreie Städte)를 관할한다.

## 하위 행정 구역

### 군(Landkreise)
1. 보르켄군(Borken)
2. 코스펠트군(Coesfeld)
3. 레클링하우젠군(Recklinghausen)
4. 슈타인푸르트군(Steinfurt)
5. 바렌도르프군(Warendorf)

### 시(Kreisfreie Städte)
1. 보트로프 시(Bottrop)
2. 겔젠키르헨 시(Gelsenkirchen)
3. 뮌스터 시(Münster)